# أسترويدس
أسترويدس (بالإنجليزية: All Star Tennis '99)‏، هي لعبة فيديو أمريكية، من تطوير المصممان لِيل رينس وإد لوغ، ونشرها شركتي أتاري وتايتو، صدرت اللعبة في صالة الآركيد سنة 1979، وتعمل على منصات آركيد، أتاري 2600، أتاري 7800، عائلة أتاري 8-بت وغيم بوي.